# Communauté rurale de Kanène Ndiob
La communauté rurale de Kanène Ndiob est une communauté rurale du Sénégal située au nord-ouest du pays. 
Elle fait partie de l'arrondissement de Sagatta Gueth, du département de Kébémer et de la région de Louga.